# Lamium galeobdolon
Lamium galeobdolon là một loài thực vật có hoa trong họ Hoa môi. Loài này được (L.) Crantz mô tả khoa học đầu tiên năm 1763.

## Hình ảnh

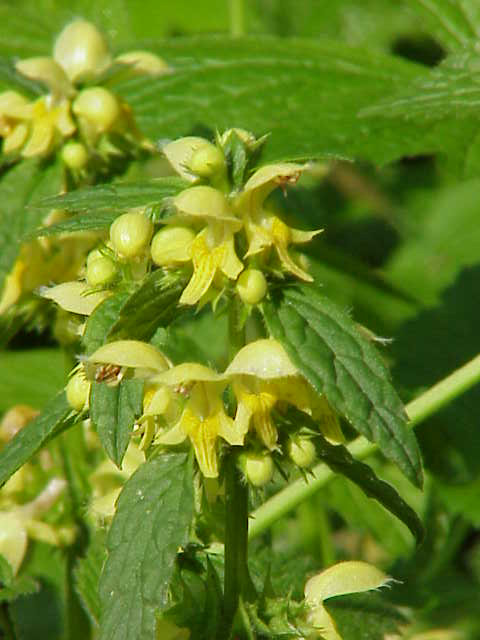
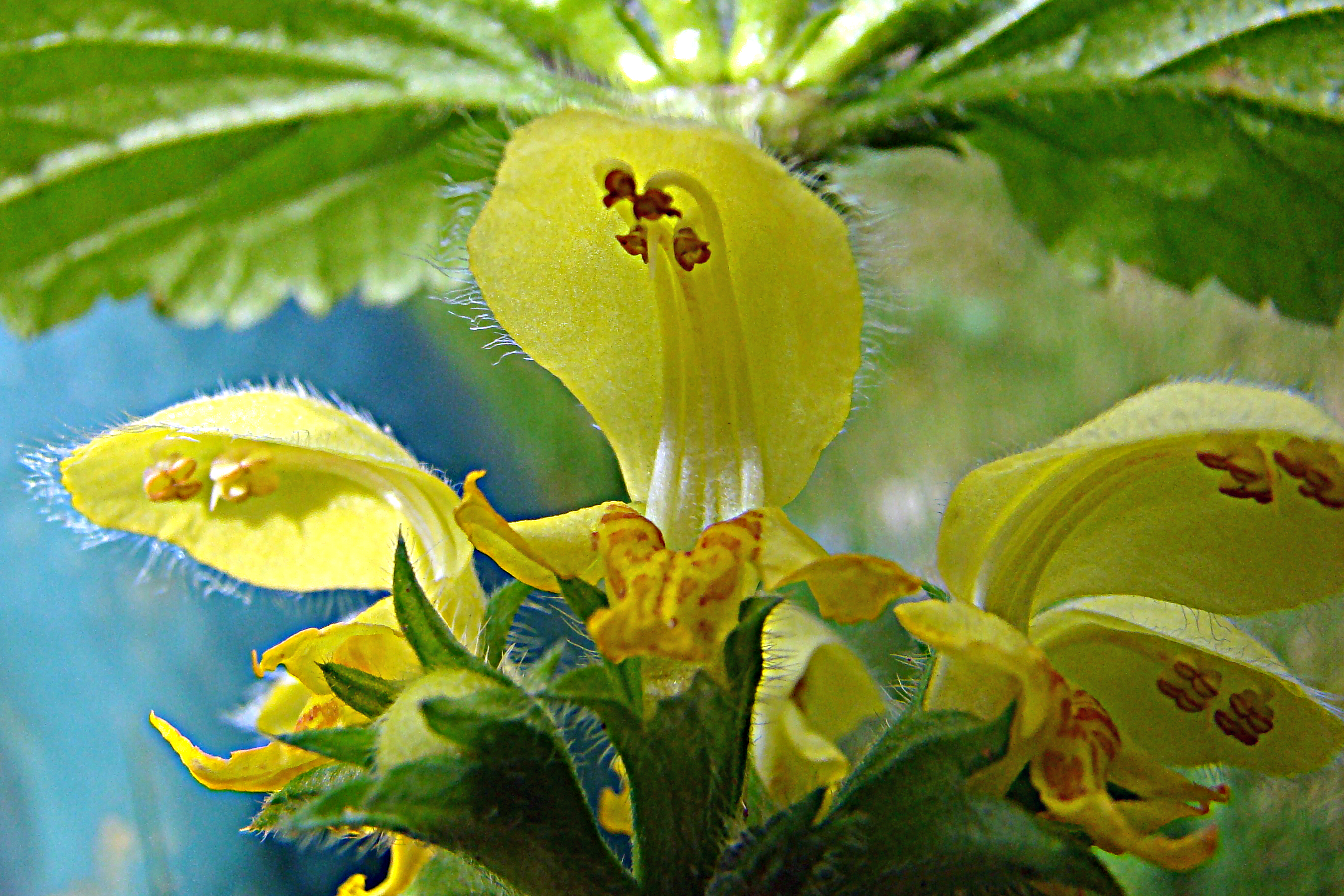
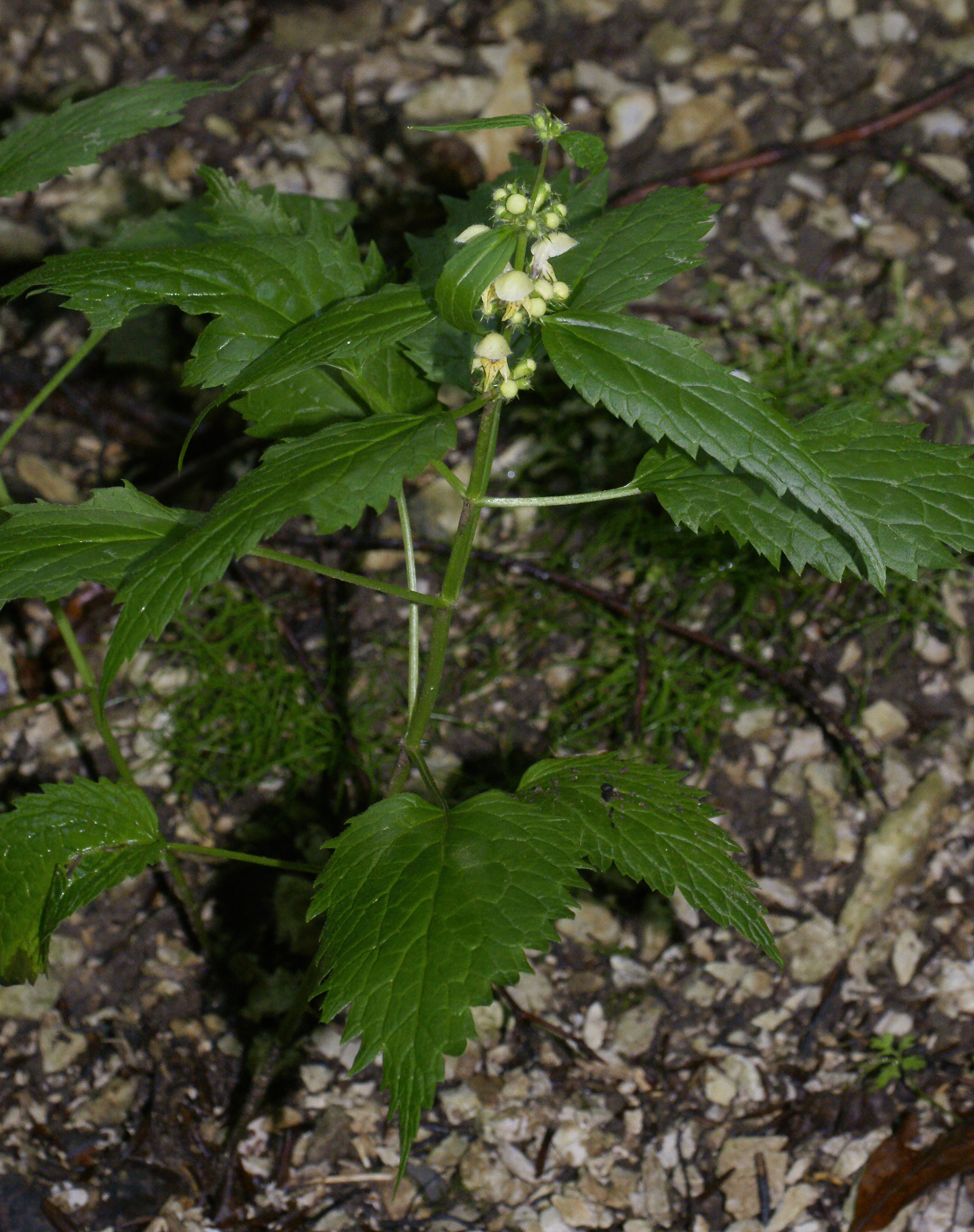
subsp. flavidum
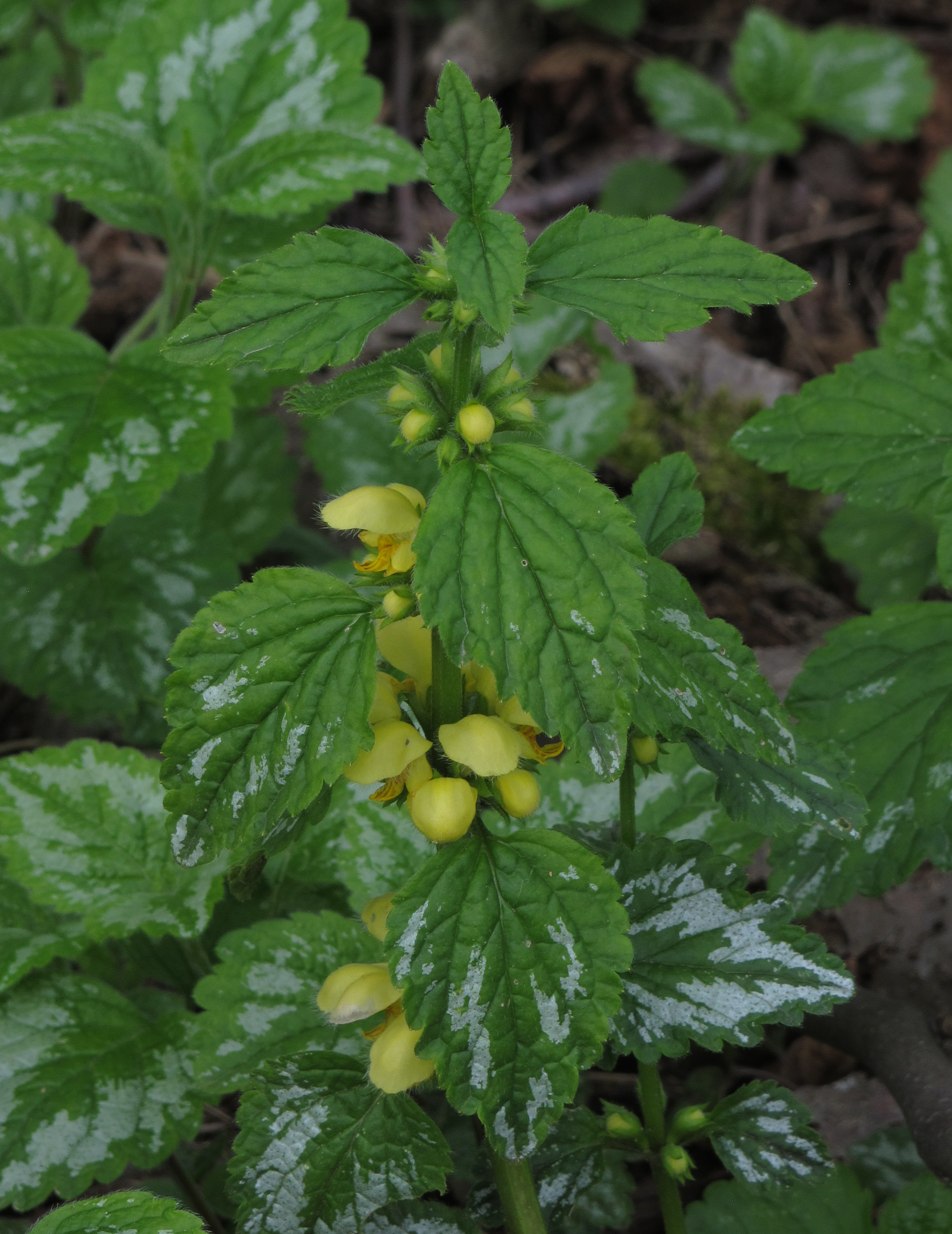
subsp. argentatum